# Abimael Guzmán
Manuel Rubén Abimael Guzmán Reynoso, även känd under namnet Presidente Gonzalo (Ordförande Gonzalo), född 3 december 1934 i Mollendo, Arequipa, död 11 september 2021 i Callao, var en peruansk gerillaledare. Han verkade först som professor i filosofi, men blev känd som ledare för den maoistiska gruppen Sendero Luminoso i Peru. Han fängslades 1992 och dömdes senare till livstids fängelse för terrorism.

## Biografi
Abimael Guzmán föddes i hamnstaden Mollendo i departementet Arequipa som utomäktenskaplig son till en förmögen köpman och Berenice Reynoso. Modern dog när han var fem år, och han växte upp hos hennes familj. Vid tretton års ålder tog dock hans fars familj hand om honom, varför han flyttade till staden Arequipa, där han fick skolgång vid ett katolskt lärosäte. Han började vid universitetet i staden när han var nitton, och han blev där intresserad av marxismen genom böcker av  José Carlos Mariátegui, som grundat Perus kommunistiska parti. 
Guzmán tog magisterexamen i juridik och filosofi med uppsatser om Immanuel Kant och "den borgerliga demokratin". Han utsågs till professor i filosofi vid universitetet i Ayacucho 1962 av universitetets rektor, Efraín Morote Best, en antropolog som enligt somliga senare skulle bli Sendero Luminosos intellektuella ledare. Rektorn inspirerade honom till att studera quechua, vilket är det språk som ursprungsbefolkningen i Peru talar, och han blev i tilltagande grad aktiv i vänsterrörelsen. Runt honom samlades likasinnade unga akademiker, vilka föresatte sig att genomdriva en revolution i Peru. 1965 besökte han Kina första gången. Under 1970-talet gick han under jorden. Han hade då under en tid lett universitetet.
Det kommunistiska partiet splittrades i olika fraktioner under 1960-talet. Guzmán, som intagit Kinas linje mot Sovjets, blev ledare för Sendero Luminoso, och antog namnet Presidente Gonzales, och började förespråka ett bondeuppror enligt maoistisk modell. Hans anhängare utsåg honom, fastän han värnade sin anonymitet, till ”kommunismens fjärde svärd” (efter Karl Marx, Lenin, och Mao). Guzmán hyllade Maos utveckling av Lenins idéer om imperialismen som vad den borgerliga staten grundas på. Han hävdade att imperialismen skulle falla inom 50–100 år. Kritiken riktades inte enbart mot Nordamerika, utan även emot vad han kallade ”social-imperialism” som han ansåg att Sovjet representerade.

## Folkkriget
Inledningsvis var Sendero Luminoso en rörelse inom de akademiska kretsarna i Peru. Under slutet av 1970-talet blev rörelsen emellertid en gerillarörelse, som höll till i trakten runt Ayacucho. I maj 1980 förklarade rörelsen krig mot regeringen, och brände upp vallokaler för att störa det första demokratiska valet i landet sedan 1964. Med tiden kom gerillan att kontrollera stora landområden i mellersta och södra Peru, och till och med i utkanten av Lima, där de utförde flera attacker. Syftet med Sendero Luminoso var att demoralisera och undergräva regeringen, för att därmed skapa grogrund för en revolution i vilken rörelsens ledare skulle ta makten.
Sendero Luminoso angrep inte endast den peruanska armén och polisen, utan även statsanställda, vänsterrörelser som tog avstånd från dem, och vanliga civila. Omkring 70 000 personer antas ha dött av kriget.
Rörelsen byggde på Guzmáns skrifter, och kallade sin verksamhet ”Folkkrig”. 1989 deklarerade Guzmán att de övergått från ett folkligt krig till ett krig av rörelser, och att Sendero Luminoso i en nära förestående framtid skulle uppnå en strategisk jämvikt, detta kom han fram till genom den maoistiska teorin. 
Theodore Dalrymple skrev i en artikel i september 2006 att den värsta brutalitet han någonsin sett var när Sendero Luminoso verkade vara nära att komma till makten. Om den hade det, anser Dalrymple att den hade överskuggat Röda khmererna i massakrer, och att han som läkare aldrig sett värre våld.

## Tillfångatagandet
År 1992, under Alberto Fujimoris presidentstyre, inleddes razzior för att finna terrorister. Av en händelse fann man i ett hus medicin, som man visste att Guzmán använde, och därför kunde en elitstyrka arrestera Guzmán 12 september 1992. Arresteringen inspirerade för övrigt Nicholas Shakespeare till romanen The Dancer Upstairs.
Polisen kom därmed över Guzmáns dator, där han hade ett register över vapen, och grupper runt om i landet. Enligt dessa register hade Sendero Luminoso 1990 23 400 medlemmar .

## Rättegångarna
Guzmán ställdes samma år inför rätta av en maskerad militärdomstol, som hörde honom under antiterrorlagar som Fujimori antagit. Efter tre dagar dömdes Guzmán till livstids fängelse, och fördes till en marinbas på en ö utanför Lima.
Femtusen personer vädjade 2003 till Perus författningsdomstol, att häva domarna mot 1800 fångar, inbegripet Guzmán. Domstolen biföll deras begäran, och menade att militärdomstolarna agerat i strid mot författningen. Därför påbörjades nya rättegångar i civila domstolar.
Guzmáns fall återupptogs 5 november 2004. De enda ord Guzmán yttrade till pressen under denna rättegång var kommunistiska slagord. 14 oktober 2006 dömdes han till livstids fängelse för terrorism.